# Belgia na Letnich Igrzyskach Olimpijskich 1976
Belgię na Letnich Igrzyskach Olimpijskich 1976 reprezentowało 101 zawodników.

## Zdobyte medale
| Medal  | Zawodnik                                                             | Dyscyplina    | Konkurencja                   |
| ------ | -------------------------------------------------------------------- | ------------- | ----------------------------- |
| Srebro | Ivo Van Damme                                                        | Lekkoatletyka | 800 m                         |
| Srebro | Ivo Van Damme                                                        | Lekkoatletyka | 1500 m                        |
| Srebro | Michel Vaarten                                                       | Kolarstwo     | 1000 m ze startu zatrzymanego |
| Brąz   | Karel Lismont                                                        | Lekkoatletyka | Maraton                       |
| Brąz   | François Mathy                                                       | Jeździectwo   | Skoki indywidualnie           |
| Brąz   | François Mathy Eric Wauters Edgar-Henri Cuepper Stanny Van Paesschen | Jeździectwo   | Skoki drużynowo               |